# Erebia preisseckeri
Erebia preisseckeri är en fjärilsart som beskrevs av Hoffmann 1914. Erebia preisseckeri ingår i släktet Erebia och familjen praktfjärilar. Inga underarter finns listade i Catalogue of Life.